# Хёрниг, Кароль
Кароль Хёрниг (венг. Károly Hornig; 10 августа 1840, Буда, Австрийская империя — 9 февраля 1917, Веспрем, Австро-Венгрия) — австро-венгерский кардинал. Епископ Веспрема с 1 июля 1888 по 9 февраля 1917. Кардинал-священник с 2 декабря 1912, с титулом церкви Сант-Аньезе-фуори-ле-Мура с 28 мая 1914.